# Alessandro Butti
Alessandro Butti (* 29. Juni 1893 in Turin, Italien; † 20. Juli 1959 ebenda) war ein italienischer Typograph, Schriftentwerfer und Lehrer.

## Biografie
Alessandro Butti gehört zu den bedeutenden Typographen und Schriftentwerfer Italiens. Er gestaltete unter anderem die Schriftart Microgramma mit Aldo Novarese. Butti war von 1936 bis 1952 künstlerischer Leiter der Schriftgießerei Nebiolo in Turin und unterrichtete an der dortigen Scuola Vigliandi-Paravia.

## Schriftentwürfe (Auswahl)
- Paganini (mit A. Bertieri, 1928)
- Quirius (1939)
- Athenaeum™ (mit Aldo Novarese, 1945)
- Normandia (mit Aldo Novarese, 1946–1949)
- Rondine (1948)
- Augustea (mit Aldo Novarese, 1951)
- Fluidum (1951)
- Microgramma (mit Aldo Novarese, 1952)